# يو إف سي 300
يو إف سي 300: بيريرا ضد هيل (بالإنجليزية: UFC 300: Pereira vs. Hill)‏ كان حدث لفنون القتال المختلطة نظمته يو إف سي، وأُقيم في 13 أبريل 2024، على تي موبايل أرينا في بارادايس، نيفادا، وهي جزء من منطقة لاس فيغاس الحضرية، الولايات المتحدة.

## النتائج

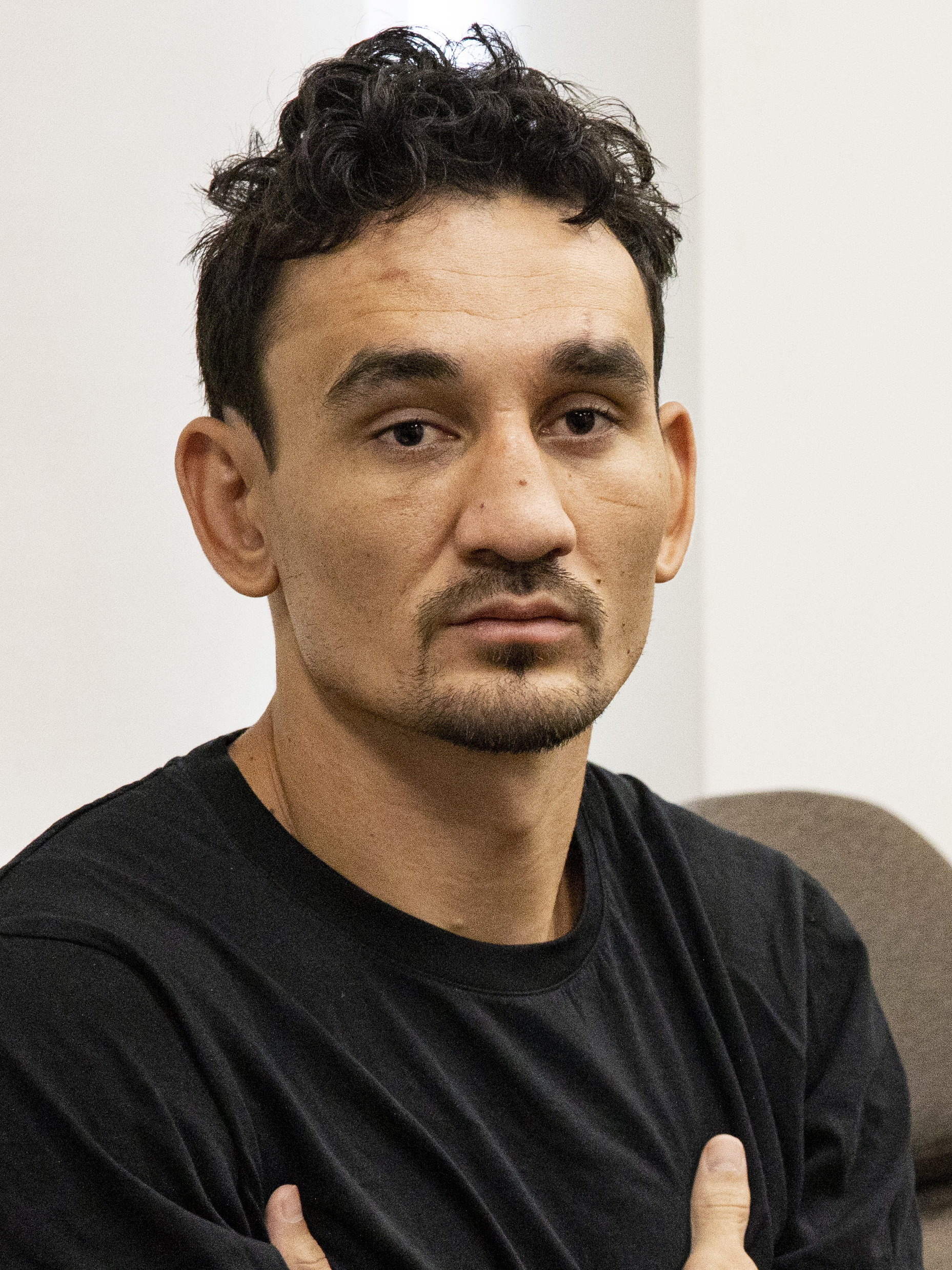
أطاح ماكس هولواي بجاستن غيثي في الثانية الأخيرة من قتالهم ليفوز بلقب «بي إم إف».

1. ↑  على لقب بطولة يو إف سي لوزن خفيف الثقيل.
2. ↑  على لقب بطولة يو إف سي لوزن القشة للسيدات.
3. ↑  على اللقب الرمزي «بي إم إف». عادل الرقم القياسي لأبعد إنهاء في تاريخ يو إف سي.
4. ↑  الفائز سيُقاتل على لقب بطولة يو إف سي للوزن الخفيف.

## الجوائز الإضافية
حصل المقاتلون التاليون على مكافآت قدرها 300 ألف دولار.
- قتال الليلة: ماكس هولواي ضد جاستن غيثي
- أداء الليلة: ماكس هولواي ويري بروهاسكا